# Ablauf (Bauteil)
Der Ablauf ist in der Bautechnik die kurvige konkave Verbindung zu einem vorspringenden oberen Bauteil. Diese Profilierung wird auch Apophyge (griechisch das Fliehen, Fehlen) Apophysis oder Apothesis genannt. Die entsprechende Verbindung zu einem vorspringenden unteren Bauteil wird dagegen Anlauf genannt. Beide sind meist mit dem Plättchen kombiniert, einer schmalen vertikalen Leiste, das zwischen An- bzw. Ablauf und dem vorspringenden Bauteil eingefügt ist.